# Recettore muscarinico M2
Il recettore muscarinico di tipo M2 è un recettore legato a proteina G di tipo Gi ("i" sta per inibitore). Esso inibisce o riduce l'attività della adenilato ciclasi e provoca una diminuzione di cAMP.

## Meccanismo d'azione
In seguito al legame di M2 con l'acetilcolina o un agonista recettoriale, avviene l'attivazione della proteina G che ne causa la dissociazione in subunità alfa e beta-gamma. L'alfa inibisce l'attività dell'adenilato ciclasi quindi riduce l'AMP ciclico, mentre la beta-gamma agisce direttamente sui canali del K+ a rettificazione entrante proteina G-dipendenti (canali GIRK). Inoltre la beta-gamma diminuisce la conduttanza dei canali del Ca2+ voltaggio-dependenti. I recettori M2 sono diversi dai recettori canale perché sono recettori che possono essere modulati solo dopo che il recettore muscarinico attiva la proteina G, che a sua volta dà vita ad una cascata di eventi. Con la stimolazione del recettore viene favorita l'apertura del canale GIRK che fa parte della famiglia dei canali del K+ detti "a rettificazione entrante". Quando questo canale viene aperto dalla subunità beta-gamma il potenziale di membrana si avvicina al potenziale di equilibrio per il K+, quindi la membrana si iperpolarizza. Gli effetti sopra descritti sono responsabili delle azioni che il recettore muscarinico esercita a livello cardiaco.

## Recettori M2
I recettori M2 possono essere rinvenuti in varie zone:
- a livello cardiaco, dove i recettori trasducono il messaggio attraverso l'apertura del canale del K+. Nel dettaglio, risultano frequenti in:
  - Nodo senoatriale (riduzione della depolarizzazione spontanea, iperpolarizzazione)
  - Atrio (riduzione forza di contrazione)
  - Nodo atrioventricolare (riduzione della velocità di conduzione)
  - Ventricolo riduzione della forza contrattile (più forte in quella atriale).
- a livello del Sistema Nervoso Centrale
- a livello della muscolatura liscia (autorecettore)

Con la stimolazione dell'M2 si hanno una serie di effetti, tra cui la globale riduzione dei parametri cardiaci (intesi sia come capacità contrattile sia come conducibilità miocardica). La trasmissione elettrica si tradurrá in un effetto a livello cardiaco attraverso una conversione in trasmissione di tipo chimico, in particolare:
- Effetto cronotropo negativo.
- Effetto inotropo negativo (utile ad esempio nella Tachicardia parossistica sopraventricolare)
- Effetto dromotropo negativo.[1]